# Séralini-affaire

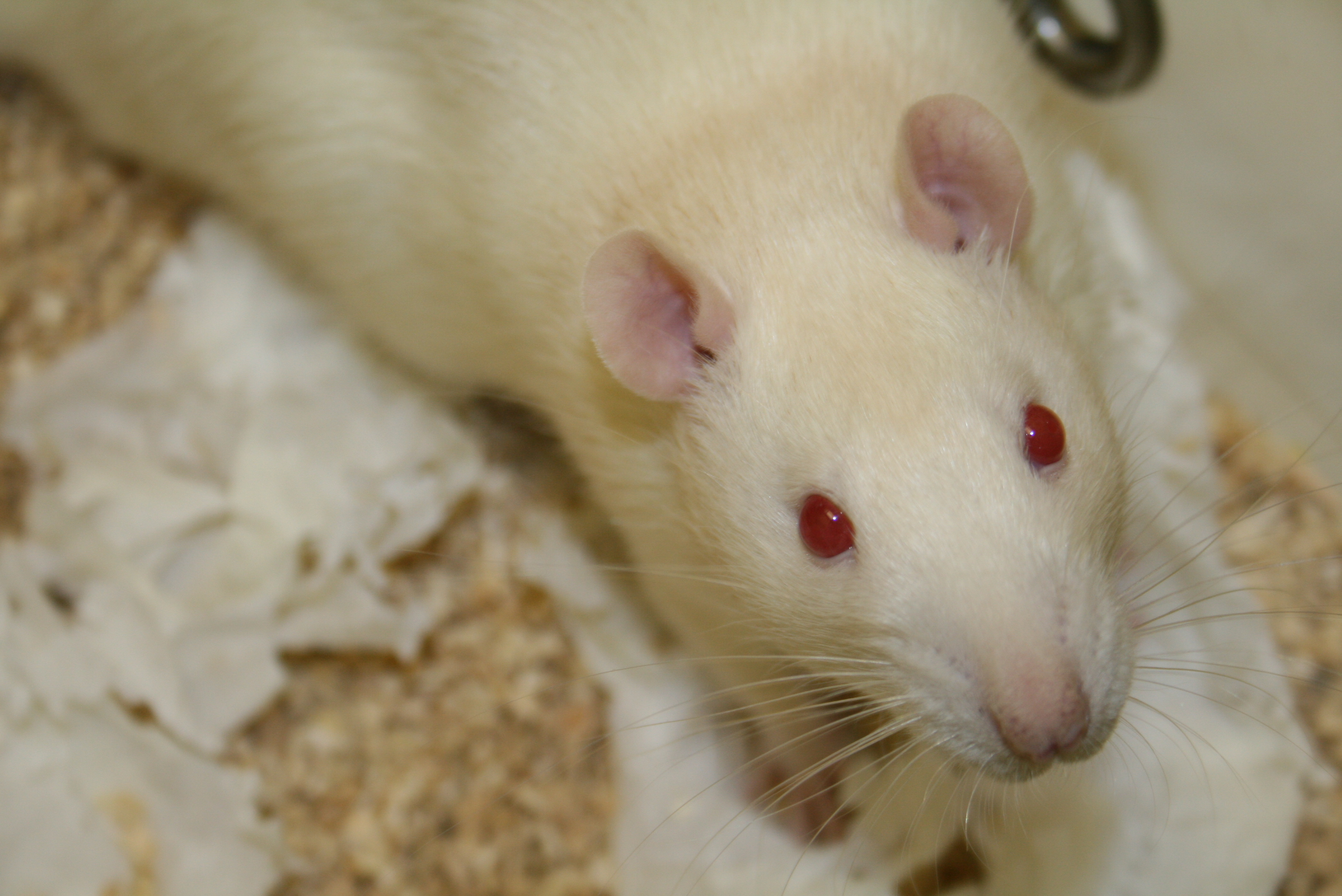
Voor het onderzoek werden Sprague-Dawley ratten gebruikt.

De Séralini-affaire is de affaire rond een onderzoek naar de gezondheidseffecten van een dieet met ggo-maïs dat concludeerde dat ratten die ggo-maïs eten vaker tumoren ontwikkelen. Het onderzoek, uitgevoerd onder leiding van Gilles-Éric Séralini, werd in 2012 gepubliceerd in het wetenschappelijk tijdschrift Food and Chemical Toxicology. Een jaar later trok de redactie de publicatie weer in. Met de publicatie ontving het onderzoek veel media-aandacht. De Organic Consumers Association, een internationale organisatie dat voorstander is voor biologisch voedsel, maakte de koppeling tussen deze studie en borstkanker bij mensen. Naar aanleiding van het onderzoek, besloot Rusland tot een moratorium op de import van genetische gemodificeerde maïs. Vanwege de grote bezorgdheid hebben internationale wetenschappelijke instituten waaronder het Europese Autoriteit voor voedselveiligheid (EFSA) het onderzoek geëvalueerd.

## Onderzoeksopzet
Het onderzoek volgde 200 Sprague-Dawleyratten die gedurende twee jaar gevoed werden met een dieet dat ongeveer 11% maïs bevat. De ratten waren opgedeeld in drie groepen, elk met een test- en controlegroep. De eerste groep kreeg ggo-maïs (Mon810, Mon863 en NK603) te eten. De tweede groep kreeg ook deze ggo-maïs maar dan bespoten met Roundup. De derde groep kreeg reguliere maïs bespoten met Roundup te eten. De controlegroep kreeg onbespoten reguliere maïs te eten. In alle test- en controlegroepen ontwikkelden ratten tumoren. Maar volgens de onderzoekers lag de sterfte hoger dan in de controlegroep. Beide geslachten kregen in de drie groepen twee tot drie keer meer tumoren dan de controlegroep. Voor mannetjes lag de sterfte bij de groep die ggo-maïs te eten kreeg tot vijf keer hoger dan in de controlegroep. Voor vrouwtjes lag deze in alle drie de groepen twee tot drie keer hoger.

## Peer-review
Het onderzoek ontving snel veel kritiek op haar onderzoeksopzet. Volgens verschillende wetenschappelijke instellingen, waaronder het Vlaams Instituut voor Biotechnologie en het EFSA, is dit onderzoek geheel foutief uitgevoerd. Zo zegt het EFSA dat de proef: "fundamentele gebreken vertoont die het onmogelijk maken om enige zinnige conclusie te trekken". Verder is de proef erg ingewikkeld opgesteld en zijn verschillende belangrijke gegevens verzwegen. De meestgenoemde problemen bij deze studie zijn onder meer:
- Van het rattensoort Sprague-Dawly is bekend dat ze vaak tumoren ontwikkelt, waardoor het zeer waarschijnlijk is dat deze ratten tumoren zouden ontwikkelen;
- Er waren slechts 20 ratten in de controlegroep, ten opzichte van 80 in de testgroepen, een atypische asymmetrie;
- De statistische analyse die werd uitgevoerd was ongewoon, terwijl er geen standaard analyse werd uitgevoerd;
- Het onderzoek liet ook zien dat blootstelling aan de ggo-maïs en de herbicide Roundup hetzelfde negatieve effect had op de ratten, wat niet onmogelijk maar wel erg onaannemelijk is;
- Er is geen dosisrelatie, wat kritisch is bij het bepalen van een toxisch effect;
- De onderzoekers hielden geen rekening met de totale hoeveelheid geconsumeerd voedsel of schimmelverontreinigingen. Beide verhogen de kans op tumoren bij dit type rat;
- Bij het publiceren van deze proef werd journalisten niet toegestaan om deze resultaten voor te leggen aan andere wetenschappers. Dit is volgens vele wetenschappers verdacht en onethisch.[6]

Volgens critici is deze test doelbewust gemanipuleerd vanwege ideologische redenen. Dit vanwege de samenloop van alle fouten en omdat de onderzoeksgroep in het verleden zich al kenbaar heeft gemaakt als anti-ggo.

## Intrekking publicatie
Na publicatie analyseerde de redactie van het tijdschrift het onderzoek opnieuw, samen met de onderzoeksgegevens en de reacties vanuit het peer-review proces. Zij kon echter geen bewijs vinden van fraude of bewuste misrepresentatie. Wel oordeelde ze dat met de geringe omvang van de steekproef geen sluitende conclusies getrokken kunnen worden over de rol van NK603 of glyfosaat in mortaliteit of het voorkomen van tumor. Ook werd aangehaald dat gegeven de hoge gevoeligheid voor tumoren in het gebruikte rattenras Sprague-Dawly, er niet uitgesloten kan worden dat het verhoogde aantal tumoren komt door een normale spreiding.